# John William De Forest
John William De Forest (Seymour, 31 maggio 1826 – New Haven, 17 luglio 1906) è stato uno scrittore statunitense.

## Biografia
John William De Forest nacque a Seymour, Connecticut, allora chiamata Humphreysville. Al ritorno da lunghi viaggi nel Medio Oriente e in Europa, combatté nella guerra di secessione come capitano dell'esercito nordista, partecipando alle campagne della Louisiana e di Shenandoah. Da questa esperienza cruciale, nel 1867 nacque l'opera La guerra civile di Miss Ravenel (Miss Ravenel's conversion from secession to loyalty, il primo romanzo «realista») della letteratura americana, accuratamente fondato su materiali storici contemporanei. La guerra vi appare (come apparirà in Il segno rosso del coraggio di Stephen Crane) svuotata di ogni retorica, ritratta in lucide e spietate istantanee dell'attesa, della sorpresa, dell'orrore, e le vicende d'amore, contrappunto al conflitto, vi sono narrate con uguale, asciutto distacco. 
I successivi romanzi di De Forest (Kate Beaumont, 1872, e John Vane, l'onesto, Honest John Vane, 1875) documentano la sua pungente attenzione ai mutamenti della vita sociale e politica americana.

## Opere
- The History of the Indians of Connecticut, from the Earliest known Period to 1850 (Hartford, 1851)
- Oriental Acquaintance, a sketch of travels in Asia Minor (New York, 1856)
- Witching Times (1856)
- European Acquaintance (1858)
- Seacliff, a novel (Boston, 1859)
- Miss Ravenel's Conversion from Secession to Loyalty (New York, 1867)
- Overland (New York, 1871)
- Kate Beaumont (Boston, 1872)
- The Wetherell Affair (New York, 1873)
- Honest John Vane (New Haven, 1875)
- Justine Vane (New York, 1875)
- Playing the Mischief (1875)
- Irene Vane (1877)
- Irene, the Missionary (Boston, 1879)
- The Oddest of Courtships, or the Bloody Chasm (1881)
- A Lover's Revolt (1898)
- The De Forests of Avesnes (and of New Netherland) a Huguenot thread in American colonial history (1900)
- The Downing legends; stories in rhyme (1901)
- Poems; Medley and Palestina (1902)
- A Union Officer in the Reconstruction (1948)